# Panchanan Bhattacharya
Panchanan Bhattacharya (bengali : পঞ্চানন ভট্টাচার্য ; 1853-1919) est un disciple du Yogi Indien Lahiri Mahasaya. Il est le premier disciple à être autorisé par Lahiri Mahasaya à initier les autres au Kriya Yoga et contribue à diffuser les enseignements de Lahiri Mahasaya au Bengale par le biais de son institution, la Arya Mission Institution.

## Biographie
Bhattacharya est né dans la zone de Ahiritola à Calcutta. Il prend la vie de Brahmacharya – le célibat – à un très jeune âge. Au cours de son errance, il rencontre Lahiri Mahasaya à Varanasi. Lahiri Mahasaya convient de l'initier au kriya yoga à condition qu'il abandonne ses vœux de Sannyâsa et devienne chef de famille. Bhattacharya remplit cette condition et reçoit l'initiation de Lahiri Mahasaya. Il travaille également en tant que fleuriste.
Autour de 1885, il est autorisé par Lahiri Mahasaya à créer une institution, la Arya Mission Institution, pour publier des livres en relation avec le kriya. Paramahansa Yogananda dans son livre Autobiographie d'un Yogi écrit :
« Le maître permettait maintenant à son disciple, Panchanon Bhattacharya, d'ouvrir à Calcutta un centre de yoga, la Arya Mission Institution. Le centre a distribué certaines plantes médicinales yogiques et a publié les premières éditions peu coûteuses au Bengale de la Bhagavad-Gita. La Mission Arya Gita, en hindi et en bengali, a trouvé sa place dans des milliers de foyers. »
La Arya Mission Institution fondée par Panchanan Bhattacharya ferme ses portes il y a des années. Elle est relancée à nouveau récemment.
Certains des disciples de Panchanan Bhattacharya comprennent Srish Chandra Mukherjee, Bamandev Banerjee, Hairmohan Banerjee, Netai Charan Banerjee, Barada Charan Majumdar, Kumarnath Mukherjee, Jeevanlal Choudhury, Nagendranath Choudhury, entre autres. De nombreux disciples initiés par Lahiri Mahasaya sont aussi allés voir Panchanan Bhattacharya pour des cours avancés de kriya yoga.